# Heinrich Lehmann (Kriegsverbrecher)
Werner Wilhelm Heinrich Lehmann (* 12. August 1904 in Magdeburg; † 17. August 1957 in Mülheim an der Ruhr) war ein deutscher Krupp-Mitarbeiter, der im Krupp-Prozess als Kriegsverbrecher verurteilt wurde.

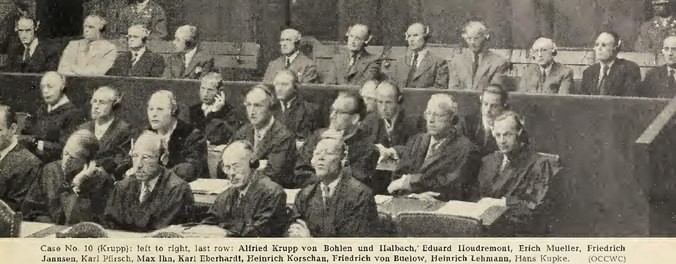
Heinrich Lehmann (2. von rechts) auf der Anklagebank

## Leben
Lehmann war ab 1934 zunächst in Magdeburg beim Trommler Verlag tätig, wechselte von dort 1935 zu den Junkers Flugzeug- und Motorenwerken A.G. nach Dessau und war von 1938 bis 1940 schließlich bei der Frankfurter Maschinenbau A.G. in Frankfurt am Main, vormals Pokorny & Wittekind, tätig.
Nach der Machtübergabe an die Nationalsozialisten war er 1935 dem NSFK beigetreten und gehörte der NSV an. Er beantragte am 12. März 1941 die Aufnahme in die NSDAP und wurde zum 1. April desselben Jahres aufgenommen (Mitgliedsnummer 8.303.913). Lehmann war Träger des Kriegsverdienstkreuzes 2. Klasse.
Während des Zweiten Weltkrieges trat Lehmann Anfang März 1940 sein Anstellungsverhältnis bei der Gussstahlfabrik der Friedrich Krupp A.G. an und wurde Assistent und später Stellvertreter von Max Ihn. Im Juni 1940 wurde ihm bei Krupp Handlungsvollmacht erteilt. Er wurde Leiter des externen Arbeitseinsatzes. Ab Januar 1944 war er bei Krupp Prokurist.
Lehman forderte für die Friedrich Krupp AG im Frühsommer 1944, nachdem keine Kriegsgefangenen und ausländischen Zivilarbeiter mehr zur Verfügung standen sowie eigene Belegschaftsmitglieder für den Krieg eingezogen wurden, die Zuteilung von 2.000 männlichen KZ-Häftlingen als Arbeitskräfte an. Als stellvertretender Personalchef sprach Lehmann persönlich bei der zuständigen Amtsgruppe D, der Inspektion der Konzentrationslager des SS-Wirtschafts- und Verwaltungshauptamtes (WVHA) in Oranienburg vor. Darauf folgte an das KZ Buchenwald eine schriftliche Anforderung, der im Juni 1944 entsprochen wurde. Statt der geforderten 2.000 Mann wurden der Firma Krupp im Juni 1944 jedoch weibliche Häftlinge zugesagt, meist ungarische Jüdinnen, die zuvor in das KZ Auschwitz-Birkenau deportiert, aber dort noch nicht in den Gaskammern ermordet worden waren. Diese 2.000 Jüdinnen befanden sich zur Trümmerbeseitigung in einem Zeltlager des Gelsenberg-Lagers in Gelsenkirchen, das dem KZ Buchenwald unterstand. Die Abkommandierung zur Zwangsarbeit rettete die Frauen vor dem Gastod im Konzentrationslager. Eine Delegation aus Personalverwaltung und Betriebsführung wählte insgesamt 520 Frauen im Alter von rund 20 Jahren aus, die im August 1944 in das KZ-Außenlager Humboldtstraße in Essen-Fulerum gebracht wurden, von wo aus sie täglich zur Arbeit in die Gussstahlfabrik getrieben wurden.
Nach Kriegsende wurde Lehmann durch die Alliierten festgenommen. Mit elf weiteren Beschuldigten wurde er im Krupp-Prozess, der Teil der Nürnberger Prozesse war, angeklagt und wegen der Beteiligung am Zwangsarbeiterprogramm am 31. Juli 1948 zu einer sechsjährigen Haftstrafe verurteilt. Anfang Februar 1951 wurde Lehmann aus dem Kriegsverbrechergefängnis Landsberg entlassen.